# Wajangmuseum

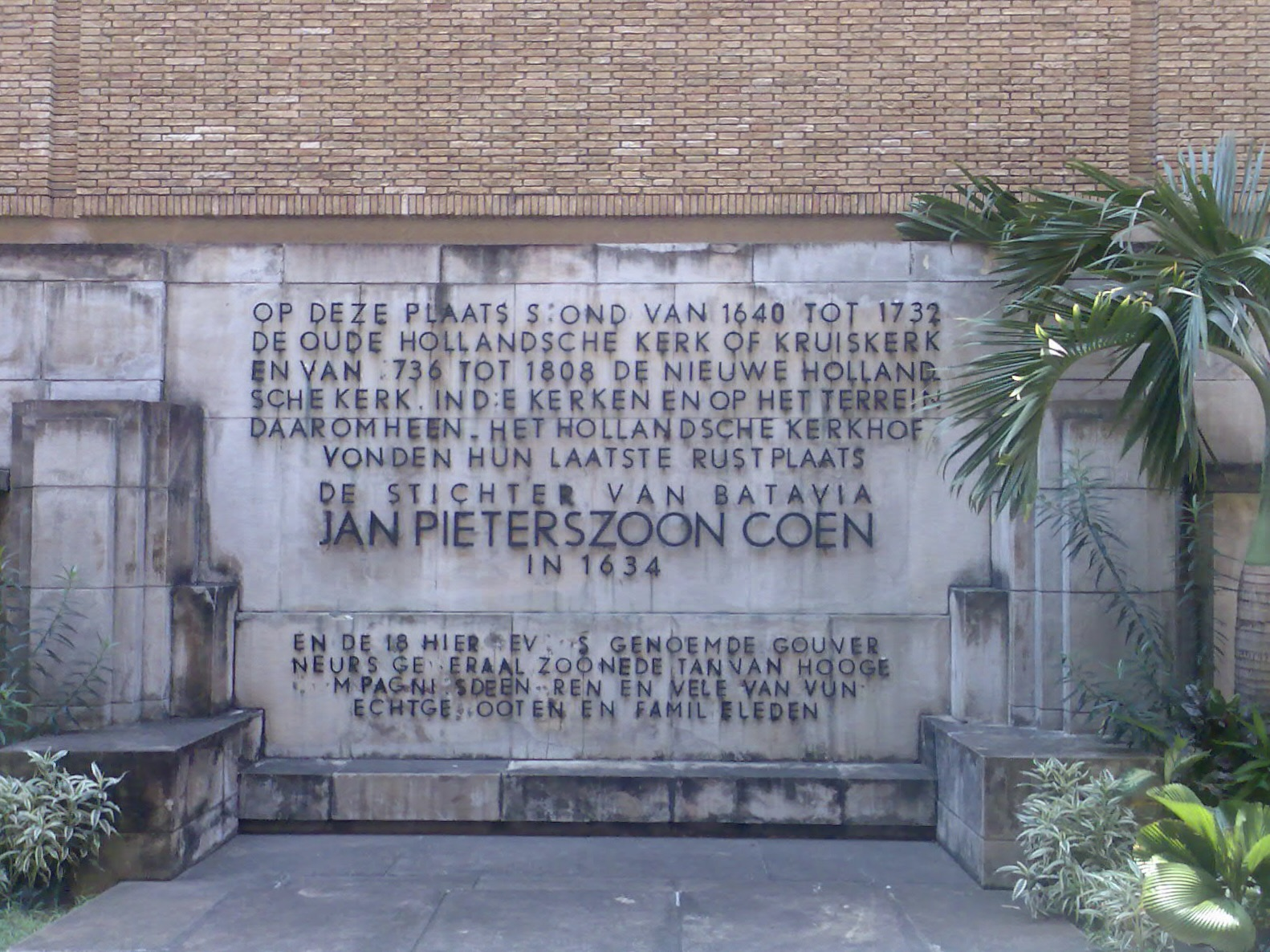
Herdenkingssteen gerelateerd aan de kerk, waar onder andere Jan Pieterszoon Coen werd begraven

Het Wajangmuseum (Indonesisch: Museum Wayang) is een museum in Indonesië gewijd aan wajang. Het museum ligt aan het plein Taman Fatahillah in Jakarta.
Het museum, geopend in 1975, heeft een collectie van verschillende soorten wajang, zoals wajang koelit en wajang golèk. Het toont ook verschillende collecties van wajang en poppen uit landen als Maleisië, Thailand, Suriname, China, Vietnam, Frankrijk, India en Cambodja. Het museum toont ook gamelansets, wajangsculpturen en wajangschilderijen.
Het gebouw huisvestte sinds 1939 het Museum ‘Oud Batavia’, mede opgericht door het Koninklijk Bataviaasch Genootschap van Kunsten en Wetenschappen. Op de plek stond tussen 1640 en 1732 de Oude Hollandsche Kerk en van 1733 tot 1808 de Nieuwe Hollandsche Kerk. De herdenkingssteen aan Jan Pieterszoon Coen herinnert nog aan deze voormalige functie.